# Giant Baba
Shohei Baba （馬 場 正 平, Baba Shohei; 23 tháng 1 năm 1938 — 31 tháng 1 năm 1999), hay còn được biết đến với tên Giant Baba (ジ ャ イ ア ン ト 馬 場, Jaianto Baba), là một đô vật chuyên nghiệp người Nhật Bản. Baba còn là một trong những người đồng sáng lập ra All Japan Pro Wrestling (AJPW), một chương trình đấu vật chuyên nghiệp mà ông thành lập vào năm 1972 cùng Mitsuo Momota và Yoshihiro Momota (con của Rikidoran). Cùng với việc trở thành ngôi sao hàng đầu của Nhật Bản trong mười năm tồn tại đầu tiên, Baba còn giữ vai trò là người viết sách, người quảng bá, huấn luyện viên trưởng và chủ tịch của chương trình từ khi thành lập năm 1972 đến khi qua đời vào năm 1999. Baba cũng chịu trách nhiệm tuyển dụng nhiều nhân tài cho All Japan, và là gương mặt quảng bá công khai trong suốt cuộc đời mình.
Được coi là một trong những đô vật Nhật Bản được yêu thích nhất từ trước đến nay, Baba là người hùng dân tộc, sánh ngang với Hulk Hogan ở Hoa Kỳ. Cuộc khảo sát Top 100 người vĩ đại nhất Nhật Bản 2006, đã xếp Baba đứng thứ 92, do công chúng bầu chọn. Trong nhiều thành tích của mình, Baba lập kỷ lục bảy lần vô địch Champion Carnival, nhà vô địch PWF World Heavyweight Championship bốn lần, vô địch NWA Intercontinel Heavyweight Championship ba lần và NWA World Heavyweight Championship.
Baba sinh ra với chứng Gigantism và chịu nhiều vấn đề về sức khỏe trong cuộc sống sau này. Ông qua đời vào tháng 1 năm 1999 do ung thư gan ở tuổi 61.
Lễ tang của ông diễn ra vào ngày 17 tháng 4 năm 1999, tại Nippon Budokan một ngày sau chung kết Carnival năm 1999.

## Đầu đời

Baba khi còn nhỏ (thứ hai từ trái sang)

Shohei Baba sinh ngày 23 tháng 1 năm 1938 tại Sanjo, Niigata là con trai thứ hai của Kazuo Baba và Mitsu Baba. Trong phần lớn thời thơ ấu, Baba là một đứa trẻ nhỏ nhất trong lớp. Nhưng từ năm lớp 5, ông bắt đầu phát triển chiều cao với tốc độ đáng kinh ngạc, và lúc chín tuổi, ông đã cao 175 cm. Điều này nhanh chóng trở nên rõ ràng rằng ông bị chứng Gigantism. Tuy vậy, Baba rất xuất sắc khi chơi bóng chày, trở thành cầu thủ hàng đầu tại câu lạc bộ địa phương mình. Sau khi tốt nghiệp tiểu học, Baba học khoa kỹ thuật cơ khí tại trường trung học kinh doanh Sanjo. Baba buộc phải từ bỏ bóng chày khi anh học trung học khi ông tiếp tục phát triển chiều cao (190 cm ở tuổi 16). Thay vào đó, ông gia nhập câu lạc bộ nghệ thuật, nhưng không kéo dài lâu khi trường ra lệnh cho các nhóm tùy chỉnh và Baba được mời tham gia đội bóng chày. Baba tiếp tục gây ấn tượng, ghi được 18 bàn trong một trận đấu, dẫn đến báo lá cải đưa tin "người ném bóng khổng lồ của trường trung học Sanjo". Năm 1954, Baba gặp Hidetoshi Genkawa của Yomiuri Giant, người đã khuyên Baba bỏ học cấp ba và tham gia nhóm toàn thời gian. Baba chấp nhận và bắt đầu chơi cho Yomiuri Giant vào tháng 1 năm 1955.

## Sự nghiệp bóng chày chuyên nghiệp

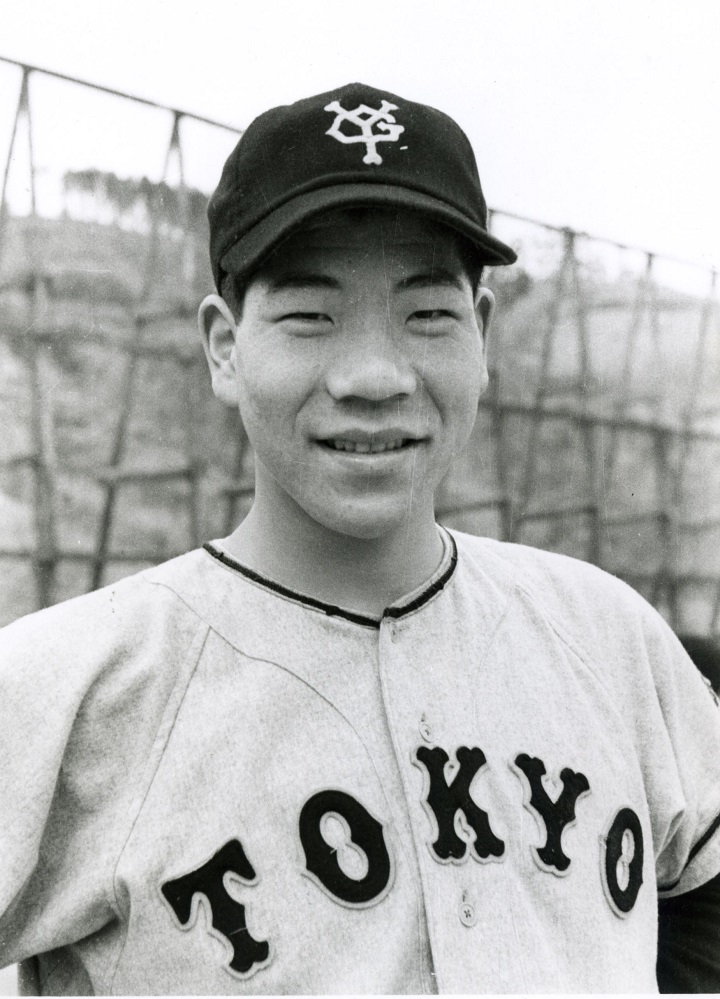
Baba năm 1955 khi chơi cho Yomiuri Giants

### Yomiuri Giants (1955—1959)
Mặc dù Baba gia nhập Yomiuri Giants vào năm 1955 nhưng ông không chơi trong mùa giải đầu tiên với đội theo lời giới thiệu của Shigeru Mizuhara. Baba rớt xuống đội thứ hai trong năm đầu, nhưng cuối cùng đã ra mắt vào năm 1956 và thi đấu tốt, thắng 12 trận và chỉ thua 1 trận trong năm tân binh của mình và 13 trận thắng và 2 trận thua năm 1957. Cả hai năm, Baba giành giải Nippon Professional Baseball của giải bóng chày chuyên nghiệp. Mặc dù thành công, Baba gặp vấn đề về thị lực vào năm 1957 và buộc phải nghỉ đấu để phẫu thuật khi phát hiện mình bị u não. Baba đã trải qua phẫu thuật cắt sọ tại Bệnh viện Đại học Tokyo vào ngày 23 tháng 12 năm 1957. Khi đó, tỷ lệ thành công là rất thấp và các bác sĩ đã cảnh báo Baba rằng ông có thể mất thị lực hoàn toàn, nhưng ca phẫu thuật đã thành công và Baba xuất hiện sau một tuần. Ông trở lại khi đeo miếng băng trên đầu vào tháng 1 năm 1958. Baba chơi thêm hai mùa giải, giành giải người ném bóng giỏi nhất lần ba năm 1959. Tuy nhiên, sau khi Hideo Fujimoto, một huấn luyện viên có quan hệ với Baba rời đội, và Baba cũng không chơi cho Yomiuri sau năm mùa.

### Taiyo Whales (1960)
Fujimoto rời Taiyo Whales và mời Baba tới trại huấn luyện cốt để ký hợp đồng với anh ta vào năm 1960. Tuy nhiên, Baba được Goro Taniguchi mời thử việc và được thuê, yêu cầu ông chuyển đến Kawasaki, nhưng, chỉ vài ngày sau khi di chuyển, Baba ngã trong phòng tắm tại khu căn hộ mới của mình và đâm thẳng vào cửa kính vòi hoa sen. Kết quả là Baba phải khâu 17 mũi ở khuỷu tay trái và mất cảm giác một lúc. Mặc dù chấn thương không nghiêm trọng, nhưng Baba quyết định rút lui khỏi môn bóng chày chuyên nghiệp ngay sau đó và trở lại Niigata.

## Sự nghiệp đấu vật chuyên nghiệp

### Japan Pro Wrestling Alliance (1960—1972)

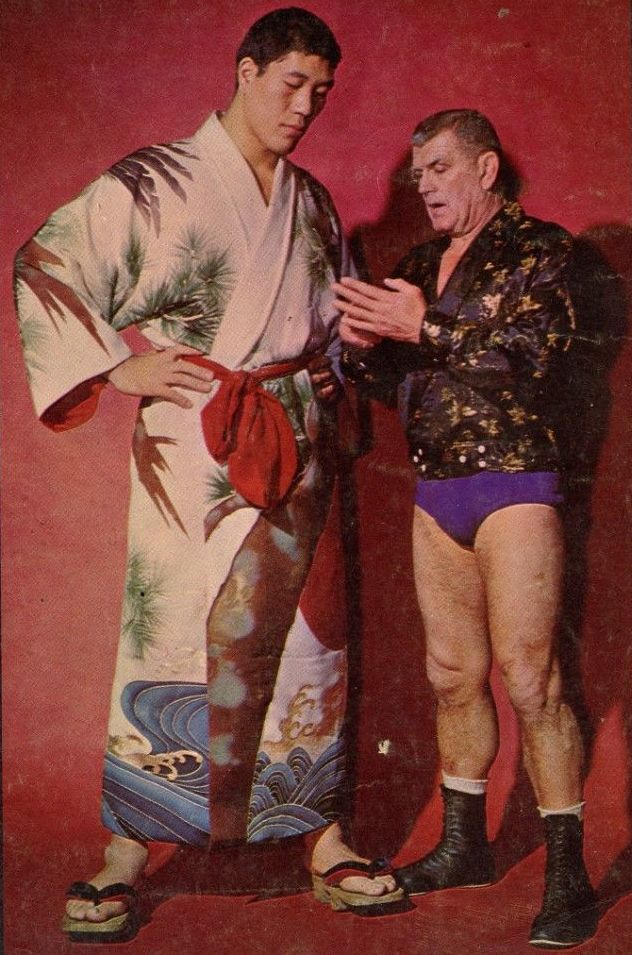
Baba (trái) năm 1964

Lần đầu tiên Baba gặp Rikidozan là khi ông đang chơi bóng chày, người đã nói với ông rằng mình sẽ trở thành một đô vật. Với sự nghiệp bóng chày của mình đã kết thúc, ông quyết định theo đuổi môn đấu vật chuyên nghiệp. Gặp lại Rikidozan vào tháng 4 năm 1960, Baba bắt đầu luyện tập tại Japan Pro Wrestling Alliance (JPWA) cùng với Kanji "Antonio" Inoki, một người di cư đến Nhật mà ông đã gặp trong một chuyến đi tới Brazin. Baba và Inoki đã ra mắt cùng một chương trình: JWA vào ngày 30 tháng 9 năm 1960, khi Baba đánh bại Yonetaro Tanaka trong trận đầu tiên. Năm 1961, Rikidozan đã sắp xếp cho Baba đấu vật và sống ở Hoa Kỳ vài tháng. Baba trở thành nhân vật phản diện nổi tiếng toàn nước Mỹ, đấu ở khu vực bờ biển phía tây với tên khi là người được người hâm mộ yêu thích "Big" Sohei Baba và khi là nhân vật phản diện Baba The Giant tại New York. Ông đã đấu với những đô vật chuyên nghiệp khác như Dick Beyer, "The Nature Boy" Buddy Rogers và thậm chí còn đấu với cả Bruno Sammartino cho đai WWF World Heavyweight Championship vào tháng 4 năm 1964.
Khi Baba ở Mỹ, Rikidozan đã qua đời và JWA bắt đầu đấu tranh, và Baba trở lại Nhật vào năm 1966. Ông thành lập một nhóm nổi tiếng, lấy tên là B-I Cannon với Inoki, và cả hai giành NWA International Tag Team Championship từ Tarzan Tyler và Bill Watts vào năm 1968, tiếp tục bảo vệ đai những bốn lần. Baba cũng bảo vệ đai NWA World Heavyweight Championship ba lần  và giành đai World Big League những sáu lần. Khi JWA tiếp tục đấu tranh vào những năm 1970, Baba và Inoki đã đồng ý đi theo còn đường riêng của họ. Inoki cố tiếp quản JWA vào cuối năm 1971 nhưng bị sa thải, trong khi Baba quyết định không gia hạn hợp đồng vào năm 1972. JWA giải tán vào năm sau.

### All Japan Pro Wrestling (1972—1999)
Sau khi rời JWA, Baba và Inoki cùng nhau tự tạo ra một chương trình đấu vật chuyên nghiệp của riêng họ. Hai con trai của Rikizodan đã cùng Baba đến chương trình mới của ông và cùng trở thành những nhà đồng sáng lập. Và chương trình All Japan Pro Wrestling của Baba ra mắt vào tháng 10 năm 1972, được hỗ trở bởi Đài truyền hình Nippon. AJPW cho ra mắt chức vô địch đầu tiên, PWF Heavyweight Championship, và Baba trở thành ngôi sao hàng đầu với việc ông giành đai vào năm 1973 và giữ nó trong 1920 ngày, thực hiện 38 lần phòng thủ thành công trước khi thua Tor Kamata vào năm 1978. Baba giành lại đai trước Abdullah The Butcher tại Mỹ năm 1979, thực hiện 13 lần bảo vệ đai trước khi để mất danh hiệu cho Harley Race năm 1982. Baba tiếp tục giành được danh hiệu trong bốn lần tới trong tổng số 3847 ngày (hơn 10 năm). Trong khi tiếp tục trở thành ngôi sao hàng đầu chương trình, ông cũng tập trung đấu với các đô vật nước ngoài, như Dory Funk, Bruiser Brody, Abdullah The Butcher và Stan Hansen. Từ lần ra mắt đầu tiên năm 1960 đến tháng 4, 1984, Baba đã đấu 3000 trận đấu liên tiếp và không bỏ lỡ lần xuất hiện nào, chỉ một lần duy nhất sau khi ông bị chấn thương nhẹ ở cổ. Baba cũng tập trung đào tạo các đô vật trẻ khác, đặc biệt là Jumbo Tsuruta, là học sinh đầu tiên của ông khi thành lập AJPW và Atsushi Onita, người mà Baba luôn coi như con nuôi. Sau khi mất đai PWF Heavyweight Championship vào năm 1985, Baba rút lui, không tham gia vào các sự kiện chính nữa mà thay vào đó là tập trung điều hành công ty, trong khi các trận đấu hấp dẫn hơn giữa Genichiro Tenryu và Jumbo Tsuruta thay thế. Baba quản lí công ty với lịch trình tám chuyến lưu diễn một năm trên toàn quốc và duy trì điều này cho đến khi hết toàn bộ thời gian ông phụ trách. Baba vẫn là một nhân vật cực kì nổi tiếng trong giới hâm mộ, và vẫn tiếp tục hợp tác với các đô vật và các chiến binh trẻ trong cuối những năm 1990, duy trì liên tục điều này cho đến tháng 12 năm 1998. Dưới sự quản lí và điều hành của Baba, All Japan Pro Wrestling đạt đến độ nổi tiếng chưa từng thấy trong những năm 1990, thông qua các trận đấu của các học trò của Baba như Mitsuharu Misawa, Toshiaki Kawada, Akira Taue và Kenta Kobashi, được mệnh danh là bốn trụ cột của chương trình. Vào năm 1998, Baba quyết định điều hành Tokyo Dome bắt đầu từ ngày 1 tháng 5 và mặc dù đã vài năm kể từ khi chương trình đạt đến đỉnh cao, nhưng vẫn thu hút 58 300 người hâm mộ đến xem và trả tiền. Người ta biết rằng, với tư cách là một nhà quảng bá, Baba thà sử dụng thỏa thuận là một cái bắt tay hơn là phải ký một hợp đồng, vì ông có tiếng là giữ lời khi kết thúc trận đấu với bảng lương. Vì điều này, nhiều người coi Baba là người quảng bá trung thực nhất trong ngành kinh doanh đấu vật chuyên nghiệp. Trong suốt năm 1998, sức khỏe của Baba đang xấu đi ngày càng rõ ràng hơn. Mặc dù vậy, ông vẫn làm việc với một lịch trình toàn thời gian suốt năm, đi lưu diễn ở các nước khác và cạnh tranh hầu hết trong các chương trình. Tuy nhiên, Baba đã bị giảm cân nhanh một cách nghiêm trọng, trông nhợt nhạt và yếu đuối hơn so với bản thân trước đây. Trận đấu cuối cùng của ông, trước khi phải nằm viện, là vào ngày 5 tháng 12 năm 1998 tại Nippon Budokan ở Tokyo, nơi ông hợp tác với Rizer Kimura và Mitsuo Momota chống lại Masanobu Fuchi, Haruka Eigen và Tsuyoshi Kikuchi, nâng con số tổng số trận đấu trong sự nghiệp của ông tới 5769 trận.

## Cuộc sống cá nhân
Chúng ta biết rất ít về cuộc sống của Baba ngoài võ đài. Được cho là im lặng và nhút nhát, ông không đi uống rượu với các đô vật khác sau các buổi biểu diễn. Tuy nhiên, Baba được các đô vật nước ngoài rất kính trọng, vì ông luôn đảm bảo rằng họ đi du lịch khoang hạng nhất, ở trong những khách sạn tốt nhất và bia và đồ ăn đều được trả tiền trước. Mặc dù không phải là một người nghiện rượu nhưng Baba lại được biết đến là người uống rượu đáng kinh ngạc và có thể uống hàng giờ nhưng không bị say. Ông cũng hút thuốc nhiều, đặc biệt là xì gà, nhưng đã bỏ thuốc sau khi bạn anh, Gyutsu Matsuyama, một người nghiện thuốc lá nặng phải nhập viện vì ung thư dạ dày.
Vào ngày 16 tháng 9 năm 1971, ông kết hôn với Motoko Kawai (sinh ngày 2 tháng 1 năm 1940) tại Hawaii. Baba thích ở lại Hawaii và thường xuyên ghé thăm cô. Tin tức về đám cưới của họ không được công khai suốt 10 năm, cho đến khi họ công bố nó trong một cuộc họp báo. Một buổi lễ được tổ chức vào năm 1983. Baba và vợ không có con do sự đứa trẻ cũng sẽ bị chứng Gigantism. Mặc dù không có con riêng nhưng Baba và vợ phát triển mối quan hệ thân thiết với một học trò của Baba tên Atsushi Onita. Baba luôn nghĩ về Onita như một người con, và từng nghiêm túc nghĩ đến chuyện nhận Onita làm con nuôi. Onita từng nói "Tôi đã học được nhiều điều quan trọng nhất khi là một học trò từ Baba".
Motoko Kawai mất ngày 14 tháng 4 năm 2018 vì bệnh xơ gan; bà thọ 78 tuổi.

## Qua đời
Vào tháng 1 năm 1999, Baba được đưa vào viện và phải nằm viện một thời gian. Ông đã xem trận đấu vật cuối cùng của mình vào ngày 22 tháng 1, giữa Toshiaki Kawada đánh bại Mitsuharu Misawa cho chức vô địch hạng nặng Triple Crown. Chín ngày sau, ngày 31 tháng 1, Baba mất vì suy gan do biến chứng ung thư ruột kết vào khoảng 16:04 theo giờ địa phương tại Bệnh viện Đại học Y Tokyo. Ông thọ 61 tuổi. Có mặt tại giường bệnh khi ông qua đời bao gồm vợ, chị gái, cháu gái, và Sachiko - phát thanh viên võ đài và trọng tài chuyên nghiệp Kyohei Wada.
Baba đã biết về chẩn đoán mình bị mắc bệnh ung thư ít nhất là từ một năm trước khi mất. Nhưng khi đó, ông đã giữ bí mật, không muốn mọi người phải lo lắng cho tình trạng sức khỏe của mình. Ba nhân viên thân cận của Baba, gồm Jumbo Tsuruta, Mitsuharu Misawa và Joe Higuchi đều không biết gì cho đến khi ông qua đời.
Đám tang của Baba bị hoãn do thực tế họ không thể tìm được chiếc quan tài nào vừa so với cơ thể ông. Một dịch vụ tưởng niệm đã được tổ chức công khai vào ngày 17 tháng 4 năm 1999 tại Nippon Budokan, một ngày sau chung kết Carnival 1999. Hơn 28 000 người đã tham dự, bao gồm cả các đô vật thuộc All Japan và vợ và gia đình Baba. Thi hài ông sau đó được hỏa táng và ngôi mộ ông được đặt tại Honmatsuji, thành phố Akashi, tỉnh Hyogo.

## Trong đấu vật
- All Japan Pro Wrestling
  - All Asia Heavyweight Championship (1 lần)
  - NWA International Tag Team Championship (6 lần) - với Jumbo Tsuruta
  - NWA World Heavyweight Championship (3 lần)
  - PWF World Heavyweight Championship (4 lần)
  - Vô địch Carnival (1973, 1974, 1975, 1977, 1978, 1981, 1982)